# 普蘭特斯維爾 (密西西比州)
普蘭特斯維爾（英語：Plantersville）是位於美國密西西比州李縣的城鎮。

## 人口
根據2020年美國人口普查的數據，普蘭特斯維爾的面積為5.44平方千米，當中陸地面積為5.42平方千米，而水域面積為0.02平方千米。當地共有人口868人，而人口密度為每平方千米160人。